# Oratorio de Amaxalco
El oratorio de Amaxalco es un pequeño templo católico construido originalmente en el siglo XVIII de estilo barroco con modificaciones en el siglo XIX y está ubicado en el centro histórico de Tlalpan. 

## Breve Historia
Es el único ejemplo de oratorio de los seis que existieron en Tlalpan, originalmente formaba parte de una residencia típica de la zona,  la cual a principios del siglo XX perteneció al arquitecto Francisco M. Rodríguez,. La casa fue demolida en la década de los 80 y sólo se conservó el oratorio, el cual fue declarado monumento histórico en 1956.

## Descripción
Su principal característica es su portada ricamente decorada en argamasa. El arco de acceso es mixtilíneo y está flanqueado por dos gruesas pilastras, las enjutas son muy amplias y lucen decoración vegetal, sobre el arco de acceso se encuentra un nicho que ocupa parte del friso, el arco del nicho es idéntico al de la puerta. La portada está flanqueada por dos óculos mixtilíneos ricamente decorados.